# Милорадович Михайло Ілліч
Михайло Ілліч Милорадович (серб. Михаило И. Милорадовић; близько 1650—1726) — гадяцький полковник Війська Запорозького. Один із родоначальників козацько-старшинського роду Милорадовичів.

## Біографія

### Походження
Згідно родинних переказів рід Милорадовичів походив від роду сербських графів Охмукевичів з Герцеговини. Відомий від XV ст. Нащадок Охмукевичів, Милослав Храбран Милорадович, у середині XVI ст. заснував монастир Благовіщення в селі Житомисличі. Його нащадок, Родіон Милорадович, жив у середині XVII ст. у Герцеговині, біля Мостара і ріки Наренти. Троє його синів — Михайло, Ілля та Данило, а також син Михайла Родіоновича — Гаврило Михайлович, також жили у Герцеговині.

### Російська служба
Близько 1700 року брати Михайло, Гаврило та Александр Милорадовичі, сини Ілії Милорадовича, почали співпрацювати з московським урядом у боротьбі проти турків.
Гаврило (Гавро) та Михайло, 1707 року привезли до Житомисличів 9 книг, подарованих Петром І монастирю, побудованому їхнім предком, що свідчить про тогочасні контакти Милорадовичів із російським урядом. Тому вважається, «що вибір Михайла Милорадовича як виконавця балканської місії був не випадковим».
У 1711 році за іменним указом царя Петра I, через лист графа Головкіна, Михайло Ілліч Милорадович був викликаний на малоросійську службу з Сербії. Милорадович був посланий разом з капітаном Іваном Івановичем Лукачевічем до жителів Чорногорії з пропозицією про спільну боротьбу проти Туреччини. У грамоті від царя до чорногорцям, датованій 3 березня 1711 року крім іншого було сказано:

### Гадяцьке полковництво
Після виконання завдання Петра I і повернення в Росію Милорадович був щедро винагороджений — він отримав грошима 500 червінців, прикрашений діамантами портрет Петра I на Андріївській стрічці, для носіння в петлиці, крім цього він отримав маєтки в Малоросії. У згаданій вище грамоті Петра I Милорадович йдеться далі, що Милорадович:
З 10 червня 1715 року Михайла Ілліч Милорадович був призначений гадяцьким полковником Війська Запорозького і займав цей пост 11 років, «вызывая жалобы полчан», яких він тиснув і мучив, вимагаючи від них подарунки і земельні поступки. Скарги полчан ні до чого не вели, так як гетьман позбавлений був влади стягувати з полковника, якого призначив сам цар.
Чарниш, на місце якого призначений був Милорадович гадяцьким полковником, перебуваючи у родинних стосунках з Скоропадським, не хотів добровільно поступитися посадою новому полковнику, що і змусило останнього скаржитися на образи, що наносяться йому Чарниш, і просить про те, «чтобы и когда уже он пожалован чином полковника, чтобы и содержан как прежние полковники, а не так как ныне чинится». У скарзі своєї Милорадович каже, що гетьман одну з сотень Гадяцького полку, — Комишанську, — «силою хотел взяти и господину Чарнышу отдати, так как в Камышанской Чарныш многие себе подчинил грунты и немалые заводы сделал». Крім того, Чарниш «явно и публично пред народом бесчестил его срамотне, называючи изменником, плутом, цыганом и шаблером», а підписок, тобто помічник писаря, говорив, що якщо «он, Милорадович, изменил одному, то и Государю изменить может». У цій справі канцлер князь Головкін відповів Скоропадському, який клопотав за Чарниша, що «отменить Царскаго Величества Указу не можно», і Милорадович отримав своє. У 1718 році Милорадович супроводжував «разом з іншим козацькою старшиною» гетьмана Скоропадського до Москви, де з іншими малоросіянами був присутній при суді над царевичем Олексієм. Відомо, що одна тільки малоросійська старшина мала мужність відмовити царю в схваленні вироку над судимим і відреклася від підписання його.

### Останні роки
У 1723 Милорадович був висланий з Малоросії з п'ятьма тисячами козаків на Ладогу, за наказом Петра, рити канали. У тому ж році Михайло Ілліч, разом з полковником Лубенським, Апостолом повернулися з-під Коломака, куди ходили вони для охорони кордону від татар і турків. Повернувшись з полком на батьківщину, Милорадович і Апостол були витребувані в Петербург у справі Павла Полуботка і посаджені в фортецю, де їх допитували і мучили до самої смерті Петра I.
У 1725 році, після вступу на престол Катерини, обидва вони були звільнені, отримали назад свої маєтки і полки. Через два роки після цього Михайло Ілліч Милорадович помер в Малоросії.

### Родина
Михайло був вдруге одружений із донькою генерального осавула Степана Бутовича Уляною. Від першої дружини мав сина Степана (Стефана), бунчукового товариша.